# Krista Sutton
Pour les articles homonymes, voir Sutton.
Krista Sutton est une actrice canadienne née le 29 mars 1970 à Pointe-Claire (Québec).

## Filmographie

### Cinéma
- 2000 : The Adulterer : Nina
- 2000 : American Psycho : Sabrina
- 2003 : The Dog Walker : Suzy Diggins
- 2003 : Public Domain : Anchor
- 2004 : Bienvenue à Mooseport (Welcome to Mooseport) : Live Newscaster

### Télévision
- 2000 : The Loretta Claiborne Story
- 2001 : Judy Garland, la vie d'une étoile (Life with Judy Garland: Me and My Shadows) : Lorna Luft, adult
- 2003 : In the Family : Jackie Parker
- 2003 : Real Men : Co-Star
- 2003 - 2004 : Train 48 (en) (série télévisée) : Liz Irwin-Gallo (épisodes inconnus)
- 2004 : Coast to Coast : Georgia
- 2006 : Doomstown : Paula Stanley